# Manoir de la Féronnière
Le manoir de la Féronnière, également orthographié manoir de la Ferronnière, est situé à Moyaux dans le département du Calvados et la région Normandie.

## Localisation
Le château est situé dans la commune de Moyaux.

## Historique
L'édifice est inscrit partiellement au titre des monuments historiques le 28 décembre 1990 en particulier les éléments suivants : l'escalier, l'élévation, la rampe d'appui et la toiture.